# Cyperus praemorsus
Cyperus praemorsus är en halvgräsart som beskrevs av Johann Otto Boeckeler. Cyperus praemorsus ingår i släktet papyrusar, och familjen halvgräs.
Artens utbredningsområde är Jamaica. Inga underarter finns listade i Catalogue of Life.